# 京都大学フィールド科学教育研究センター森林ステーション芦生研究林

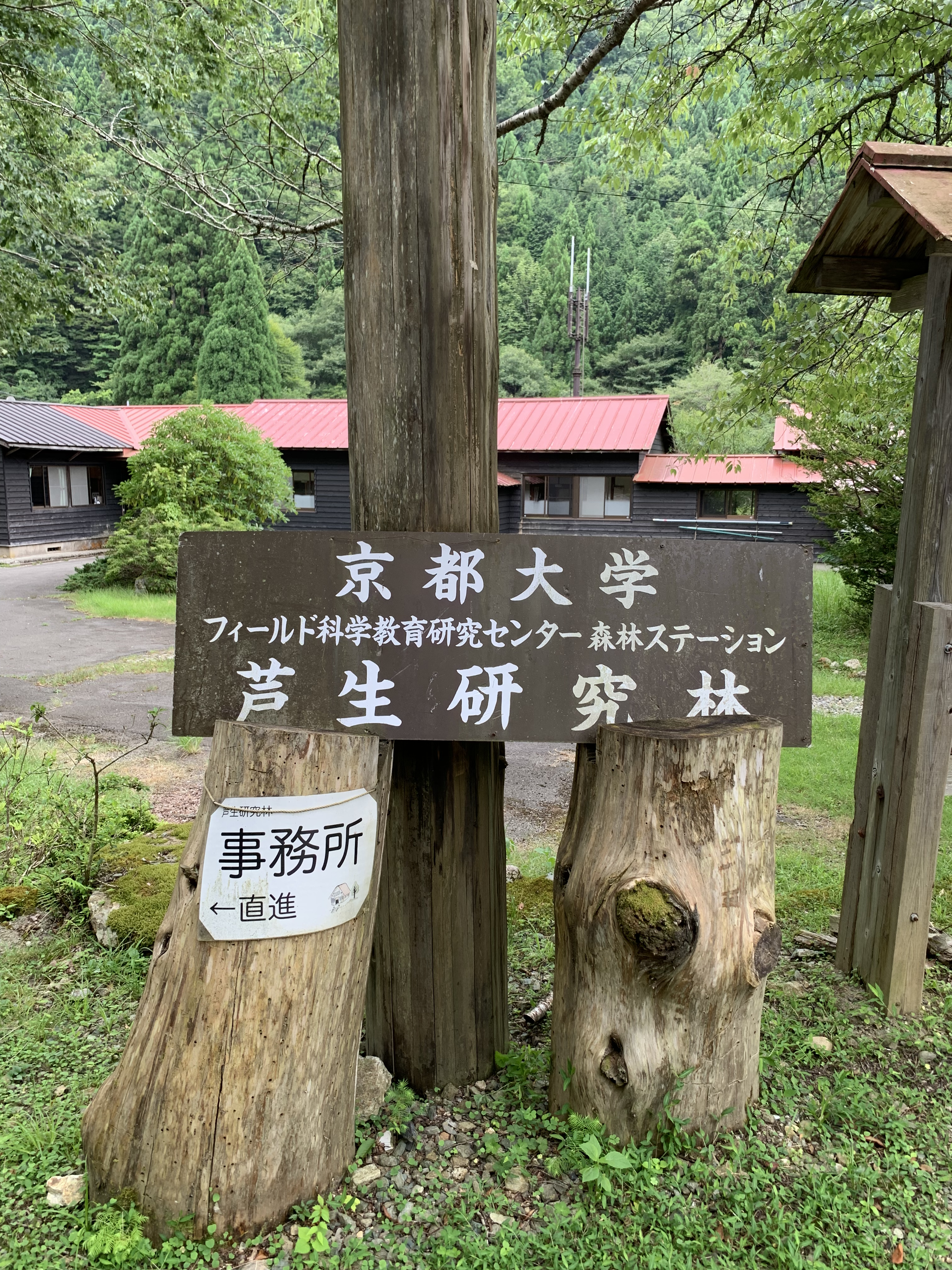
芦生研究林

京都大学フィールド科学教育研究センター森林ステーション芦生研究林（きょうとだいがくフィールドかがくきょういくけんきゅうセンターしんりんステーションあしうけんきゅうりん、略称：京都大学芦生研究林）は、京都府南丹市美山町芦生にある京都大学の研究施設である。1921年に当時の京都帝国大学初の国内演習林として北桑田郡知井村九ヶ字共有林約4,200haに地上権を設定し、同地を芦生演習林と称したことから始まり、その後1923年の農学部設置に伴い学生や研究者向けの学術研究および実地研究の場として活用されたほか、大学の財産形成の場として、伐採に伴う用材収入や製炭事業などでの収入が用いられた。近畿地方に残る数少ない大規模天然林であり、中には原生林もあることから、芦生原生林や芦生の森とも呼ばれることがあるほか、現在でも旧称の芦生演習林で広く通じている。
この項では、基本として「研究林」の呼称を使うが、歴史的な記述を中心に「演習林」の呼称も併用する。

## 地理
当研究林の所在地は、京都市内中心部から北に約35km離れた福井・滋賀両県と接する京都府北東部の由良川源流域である。南部および南東部は京都市左京区の広河原および久多地区に、北東部は滋賀県高島市の朽木地区に、北部は福井県おおい町の名田庄地区にそれぞれ接している。
地形は、当研究林が丹波高地東端部にあることから標高が高く、三国岳 (959m) を最高地点に、傘峠 (935m) や小野村割岳 (931.7m) など標高900m以上の地点が南部から東部にかけて点在し、標高600-800mの部分が全体の約2/3を占める。標高は西に向かって低くなり、研究林事務所では356m、最低地点では355mである。また、林内を由良川の源流がU字形に流れ、谷筋には大小の河谷が由良川源流に注ぎ込んでおり、全体的には丹波高地の各所で見られる準平原状の地形であるが、斜面部の傾斜は30〜40度と比較的急峻である。地質は丹波帯と呼ばれる中・古生層に属する砂岩や泥岩（頁岩）の基盤岩に東西に延びるチャート層を挟む、堆積岩で形成されたものであるが、チャートが卓越する場所では急崖や滝が形成されている。土質は大部分が褐色森林土であるが、標高800m以上の稜線部には局所的にポドゾル土壌が認められる。

## 気候
当研究林全体が日本海側気候と太平洋側気候の移行帯に属しており、年間を通じて降水量が多い。事務所構内の年平均気温は11.7℃、降水量は2,353mmで、京都市内に比べると平均気温で3-4℃低く 、降水量は約1.6倍である。標高が事務所構内より約300m上昇する東部の長治谷（標高640m）では、事務所構内に比べて年平均気温が約2℃低く、降水量も400-600mm程度多くなる。また、豪雪地帯としても知られており、事務所構内の積雪深は1m前後、長治谷では2mを超える。その年の気候にもよるが、初雪は11月に降り、4月に入っても雪が舞うこともある。12月から4月初めまで根雪に閉ざされる。

## 植生
前述のように当研究林が日本海側気候と太平洋側気候の移行帯に位置していることから、植生区分の上でも暖温帯林と冷温帯林の移行帯に属し、植物の種類が多い。当研究林内で確認されている種数は、木本植物が243種、草本植物が532種、シダ植物が85種を数える。その中には、下枝が雪の重みで接地することで発根し、やがて一個体として独立して増殖する、多雪地帯に特有の伏条更新を行うことで知られるアシウスギやアシウテンナンショウのように「芦生」の地名を冠した学術上貴重な植物が含まれている。また、多雪地帯に特有のエゾユズリハ、ヒメアオキ、ヒメモチ、ハイイヌガヤなどの植物が自生しているほか、氷河期の遺存種であるニッコウキスゲやリュウキンカも生育している。この他、年間降水量が多いことから、ナメコやヒラタケ、ツキヨタケをはじめ多様なきのこ類が繁殖している。
天然林では標高600m以下ではコナラやウラジロガシ、ソヨゴといった暖温帯林構成種が見られ、それ以上の標高になるとブナ、ミズナラなどを主体とした冷温帯林構成種が見られるが、その境界は不明瞭である。また、斜面に対応して樹木が分布しており、斜面上部ではアシウスギの分布密度が高く、中腹ではブナを主としてミズナラなどが優先し、沢筋ではトチノキやサワグルミなどが多く分布する。このような植生の多様性から、植物学者で東京大学教授の中井猛之進が『植物ヲ学ブモノハ一度ハ京大ノ芦生演習林ヲ見ルベシ』と研究誌に書いたことでも知られている。
当研究林は後述のように古くから利用されてきた森林であり、木材の伐採のほか、野田畑周辺では茅場として使用するために火入れが行われていた。演習林の開設後は、戦前は森林軌道が開通した由良川源流域を中心に伐採が行われ、伐採跡にはスギの造林が行われた。戦後は林道の開設に伴って大規模伐採を実施、1950年代後半から1960年代中期にかけてピークを迎えた。その後伐採規模は縮小し、1990年代以降はほとんど伐採されることがなくなった。現在、当研究林の総面積4,200haの約半分に当たる2,150haは少なくとも開設後は手の入っていない天然林で、この中には森林の成立以降人為的な力の加わっていないと考えられる原生林がある。天然林の伐採跡地のうち、大半の面積を占める約1,800haは伐採後再生した天然林（二次林）で、スギを主体とした人工造林の面積は約250haである。二次林にはミズメ、シデやクロモジなどが多い。

## 動物
植生同様当研究林内には多くの生物が生息しており、哺乳類ではツキノワグマやニホンカモシカ、ニホンザル、ニホンジカ、イノシシ、タヌキ、アカギツネ、ニホンアナグマ、ニホンノウサギなどといった中大型の哺乳類をはじめ、ヤマネ、ムササビといった小型の哺乳類も生息しており、その中にはクロホオヒゲコウモリやミズラモグラなどの貴重な種も生存している。鳥類ではコノハズクやヤマセミ、オシドリなどをはじめオオタカやハイタカなどの猛禽類も見られ、まれにイヌワシも見られる。爬虫類ではニホンマムシやヤマカガシ、アオダイショウ、シマヘビ、ニホンカナヘビ、ニホンイシガメ、ジムグリ、シロマダラを見ることができる。両生類では特別天然記念物であるオオサンショウウオをはじめ、ハコネサンショウウオやヒダサンショウウオ、モリアオガエルやカジカガエルなどを見ることができる。昆虫もカブトムシやクワガタ、ミヤマカラスアゲハをはじめとした大型の個体から小型の個体まで、多く見られる種から貴重な種まで多種多様な昆虫が生息しており、中には芦生で新たに記録された種もいくつか見られる。

## 学術研究の場としての研究林
大学は当研究林の設立時に、事前調査等を通じて以下の3点に注目していた。
- スギの郷土の中心であること
- 寒地性植物と暖地性植物が交わってともに自生する大植物園であること
- 大きな流域実験の可能性を有する地形であること

実際、西日本有数の原生林の中で現在までに確認された植物の種類は約900種を数え、その中には前述のアシウスギやアシウテンナンショウのように「芦生」の名を冠されたものもあり、この豊富な植物相の中から、「植物ヲ学ブモノハ一度ハ京大ノ芦生演習林ヲ見ルベシ」という名言が生まれたといっていい。しかし、後述するように大学の研究施設でありながら財産形成の場として一定の利益を上げることを求められたことから、研究と利益確保の矛盾する命題を追う過程で、研究と施業の双方で妥協せざるを得ない場面に遭遇することもままあった。もっとも、ツキノワグマが樹液を吸うためにスギの樹皮を剥いで幹をかじるクマハギへの対策や人工林の育成および収穫技術に関する研究などのように、伐採や植林といった施業の中で進められた研究も少なくない。こうした施業を通じた研究をはじめとした林業や林産業に関する研究のほか、農林の多目的利用と森林情報の処理に関する研究、森林の保全機能や天然林の再生機構といった森林のメカニズムに関するもの、研究林内に生息する動植物の生態や分類に関する研究、気候や地形といった自然環境に関する研究など、多様な分野で当研究林をフィールドとした研究が行われている。
教育の場としての研究林では、農学部、農学研究科をはじめとした京都大学の各学部および研究科の実習や教育プログラムの場として使用されているほか、京都造形芸術大学や同志社大学など他大学の実習や社会教育の場として使用されている。

## 森林軌道
当研究林には後述の通り由良川源流沿いに森林軌道が設置されている。日本の大学研究林（演習林）で森林鉄道が設置されたのは、奥秩父の山中にある東京大学秩父演習林内に設置された東京大学演習林軌道の他に例を見ない。
演習林開設以前、この地域には道らしい道が整備されていなかったことから、演習林の開設と同時に林道の整備を開始した。主要な林道はなるべく自動車の通行が可能なように整備されたが、止むを得ない場所については軌道で整備されることとなり、演習林事務所から由良川源流に沿って中山に至る区間に軌道を敷設することが計画された。工事は1927年に事務所から大蓬までの軌道敷開削工事が完成、翌1928年には七瀬まで完成した。当初完成したのは路盤だけであったが、軌道の敷設工事も行われ、1934年には事務所 - 赤崎間にレールを敷設、1936年には大蓬まで延伸された。敷設された軌道の軌間は762mmで、レールの重さは6kgないし4kg、枕木は伐採された栗材やブナ材に腐食防止用のクレオソート油を塗ったものを使用した。しかし、当初計画区間のうち七瀬 - 中山間については路盤工事も行われず、歩道として整備されるにとどまった。その後、太平洋戦争が始まると林産資源確保のために小野子谷への軌道延伸が計画され、1942年に由良川を渡る橋が完成、1943年には小野子東谷にあった作業所まで軌道の延伸が行われ、七瀬までの本線区間が本谷軌道と呼ばれたのに対して小野子仮軌道と名づけられた。1944年には小野子仮軌道の途中から分離して小野子西谷を遡上する区間が延伸されたが、この区間は仮軌道とは言いながらも線路を内務省の由良川堰堤工事事務所から借用したものを使用するなど、路盤も線路も本谷軌道より高規格のものが使用された。また、小野子仮軌道にはループ線があったという話が残っている。
完成した軌道は伐採された材木や製造された木炭、栽培されたしいたけの搬出に使用されたほか、沿線に設けられた作業所や苗畑への通勤や資材の搬入にも使用された。また、灰野の住民への米やみそ・しょうゆといった生活物資の運搬にも使用された。小野子仮軌道からは主としてブナ材が搬出され、多くがプロペラのブレード（羽根）に加工された。
戦後の1947年には小野子西軌道が撤去され、レールは元通りの直線に延ばされて内務省由良川堰堤工事事務所に返却された。1949年7月に来襲したヘスター台風によって、森林軌道を全線に渡って大きな被害を受け、中でも小野子仮軌道は全区間埋没・流出して、その後復旧することはなかった。一方、本谷軌道については流出した由良川橋梁の復旧が行われたほか、1950年には軌道の敷設区間が野田谷まで延伸された。先に路盤が完成していた七瀬まであと少しの距離であったが、ついに七瀬までレールが延びることはなかった。
1950年代以降の大規模伐採の時代には、赤崎西谷や赤崎東谷に引込み線が設けられ、伐採された材木の搬出に活用されていたが、1960年代中期に沿線での伐採事業が終了すると森林軌道の利用価値は低下、沿線の苗畑や作業所への通勤や資材、苗の搬入に使われる程度となった。それも1975年前後に終了すると、使用頻度がさらに低下、1980年代以降になると施設の老朽化が進んだことから、灰野より奥へ運転されることはなくなった。一方、残された灰野までの区間については、この区間に道路がないことから、今後も軌道を使用するため、1973年にたびたび水害で流されてきた由良川橋梁を鉄筋コンクリート製の橋に架け替えたほか、枕木を一部コンクリート製のものにするなど軌道の整備が行われた。整備区間は年々奥へと延伸され、1993年には灰野橋が鋼鉄製の桁橋に架け替えられたことにより、整備区間が灰野の先まで延伸された。最近では由良川橋梁に、歩行者の転落防止のために手すりが取り付けられている。
車両は東京大学演習林軌道が大規模な伐採事業を行っていたことから本格的なガソリン機関車やディーゼル機関車を所有していたのに対し、当研究林では、当初、トロッコを人力や馬力で押し上げ、下りはブレーキを操作しつつ滑走していた。その後機関車を導入して作業の効率化を図ったが、機関車といってもトロッコの台枠に農業用のエンジンを搭載し、その上に簡単な屋根を乗せただけのものだったので、屋台形機関車と呼ばれていた。機関車以外にもトロッコの台枠にミゼットのエンジンを搭載した自走式人車もあり、こちらは林内の巡視などに使用されていた。また、大規模伐採時期には業者が機関車やトロッコを持ち込んで使用していたが、こちらの実態については不明である。
現在の森林軌道は林内の巡視などのために灰野までの区間で極めて不定期ながら運行されている。灰野から先は落石や倒木、あるいは赤崎の大Ωループ橋のように朽ち果てて倒壊した木橋などが連続しており、軌道の復活はおろか歩行も困難を要する。また、国土地理院の1/25,000地形図「中」では1979年修正、1981年5月発行版まで「特殊軌道」の記号で表されていたものが、1991年修正、1992年5月発行版では「徒歩道」の記号で表されている。

## 歴史
この項では当研究林が発足するまで（第1期）、演習林発足から昭和戦前期まで（第2期）、昭和戦後（1970年代まで）期（第3期）、それ以降現在に至る歴史(第4期)に分けて紹介する。

### 芦生奥山（第1期）
当研究林のエリアも含めた旧北桑田郡および隣接する旧葛野・愛宕両郡北部の山林地域は、平安京遷都以降内裏の造営をはじめとした建築用材確保のための杣山として指定されるなど、旺盛な京都の材木需要に支えられて伐採〜更新のサイクルが繰り返されていた。もっとも、当研究林のエリアは由良川源流の最深部であり、大消費地である京都市内に搬出するには筏流しで由良川を下っても、途中で一度峠越えをして大堰川（桂川）水系に搬出して京都市内に輸送する必要があった。このような大規模需要のほかにも由良川流域の福知山、綾部、あるいは山を越えた小浜といった城下町における建築用材としての需要もあったほか、地元の用材や木工品の材料、木炭製造に関する需要もあった。こうしたことから、古くから材木の伐採や炭焼きに従事するために、山中には源流域の谷筋を中心に後の知井村を構成する九つの字から移住した山番が住みついていたほか、用材を求めて山中を移動する木地師が住みついており、木椀や盆などの木材加工品を製造していた。こうした山林利用の他にも、佐々里峠から灰野に出て、一度由良川源流を下り、現在の事務所付近から櫃倉谷を通って権蔵坂で若狭に抜ける街道もあり、京都と小浜を結ぶサブルートとしての役割を果たしていた。一方、現在の由良川最上流部である上谷と下谷の合流点である中山付近を境として、東部の長治谷から上谷にかけた一帯は古くから朽木村西部の針畑郷とのつながりが強く、用材も地蔵峠を越えて朽木方面に搬出されていた。また、中山から長治谷、野田畑にかけては大きな木地師の集落があり、下流の知井とはほとんど繋がりがないかわりに、針畑郷や若狭知三村と繋がっていた。現在でも野田畑の住居跡に、住民が植えた松やスモモの木が残っている。
江戸時代には現在の当研究林のエリアは、明治以降旧知井村を構成する北、南、中、下、江和、田歌、河内谷の各村が篠山藩領に、現在の事務所周辺に当たる芦生村をはじめ佐々里、白石、知見の四ヶ村が園部藩領となったのとは異なり、天領として京都代官所が支配し、当初は知井の他地域の山林同様知井九ヶ村惣山として一括して扱われていたが、他地域の山林の山検地が進むにつれて、知井九ヶ村の人々が利用している山は芦生奥山、針畑郷の人々が利用している山はおろし山として、それぞれ独立した扱いを受けるようになっていった。その境界付近にある中山社は「うつしの宮」と呼ばれており、周辺は「ちまた山」として両村の入会山であった。このように、古くから多くの人々が入山、居住していた地域であるが、江戸時代後期には大半の山番が下山、明治時代の初めには佐々里峠の入り口である灰野に残るのみとなった。木地師は山中を移動しながら村を構えていたが、別の山へ移住するものもあれば、時には飢饉で一村全滅という悲惨な事態を迎えた村もあった。こちらも明治初期には若狭から野田畑に3戸が移住して、杓子などの木製品を製造していた。ただ、これらの人々も明治中期までは知井村の人々と交流がなく、由良川上流から杓子が流れてきたことに驚いた灰野の村人が戸長役場に連絡、探検隊を組織してこれらの人々を「発見」し、1889年10月に戸籍を作成した。こうした経過が当時の新聞に「現代の桃源郷」や「明治村」として報道されたという話が残っている。
明治以降はこの地域全体が知井村となり、芦生奥山やおろし山などと漠然と呼ばれていた当研究林のエリアは、地租改正によって山林土地台帳も整備された。しかしながら、従来の九ヶ村惣山が九ヶ村共有林と呼び方が変わったにしてもこの地域における山林利用の形態に大きな変化はなく、従来同様知井や針畑から入山して、製炭を中心に、生活用品の原材料となる雑木を伐採して生計を立てていた。こうした山林利用の形態も明治中期以降から徐々に変化していく。雑木の利用から杉やヒノキといった用材を植林して山林経営を図るといった考え方が入ってくるようになり、面積広大な当研究林のエリアを事業の対象とする思惑が働くようになった。財政基盤の脆弱な知井村では広大な山林を対象とした事業の実施が困難であったことから、銀行の融資を受けて資金を確保しようとしたものの、木材を搬出するにしても交通の便をはじめとした地理的条件があまりにも悪いことから、融資の話もいつしか立ち消えとなった。その後もこの地域における山林経営が村政運営の課題として採り上げられたが、財政面や有力者の思惑などから手付かずのまま推移していった。また、野田畑に住んでいた人々も明治末期までに朽木村や名田庄村へと下山し、無住の地となった。
1910年8月25日に現在の山陰本線の園部駅 - 綾部駅間が開通、同日に和知駅が開設されると、伐採した材木を筏流しで由良川を和知まで流し、和知から列車で発送することで輸送コストの削減と大量搬出が可能になった。同時に、鉄道に欠かせない枕木の用材として栗材の需要が急増、樹木の豊かな由良川源流域から栗材を伐採、枕木に加工して散流（バラで流すこと）するか筏に組んで由良川を和知まで流すことが次第に増えていった。このような状況に目をつけた三井本社が、大正初期から中期にかけて、芦生奥山の林産資源確保のために知井村と予備交渉を持ったという話が残っている。
当研究林をはじめとしたこの地域の山林の所有形態は、明治以降も、他地域のように大規模な山林地主が所有するものでも、土佐や木曽のように江戸時代は藩有林だったものを皇室財産として宮内省帝室林野局に移管したものでも、農商務省山林局が監督する国有林でもなく、部落共有林として地域住民の共有財産として扱われていた。こうした共有林は、1889年の市町村制施行当初から、内務省では財政基盤確立と各市町村の体力強化のため、部落有林をはじめとした部落有財産を各市町村財産に統合することを推進していた。財産統合は各市町村内において有力者の利害関係や集落間の強弱関係が錯綜することから当初はなかなか進展しなかったが、日露戦争終了後の各市町村の財政窮乏を期に、明治後期から大正、昭和戦前期にかけて強力に進められるようになった。知井村では1902年に学校基本財産として学校林が設定されていたが、明治末期から部落有林の統一に向けた動きが多くの議論を重ねながら進められていった。
この時期、京都帝国大学においてはそれまでの分科大学制を改めて学部制を採用することとなり、1923年に農学部を設置することが決定されたが、従来から存在する京都帝大の演習林は、台湾・朝鮮半島・樺太といった当時日本の海外領土であった地域にしかなく、国内で演習林を設置することが求められていた。こうしたことから京都府下や滋賀県内を中心に適地の調査が進められ、芦生奥山も候補地の一つであった。調査の過程で芦生奥山は演習林最適地との評価をつけられたほか、行政側においても、広大かつ地理的条件の悪い芦生奥山の管理は、部落有林の村有財産への統一後には知井村の手に余ることが予想されたことから、京都府では京都帝大の持つステータスを考慮して、北桑田郡長の陣頭指揮の下、芦生奥山への演習林誘致に向けた斡旋を進めていった。ここに大学側、行政側の動きが合致したことから芦生奥山が演習林として決定され、1921年4月4日に大学側と土地所有者（代表：知井村長）との間で99年間の地上権設定契約が締結され、ここに京都帝国大学芦生演習林が誕生した。

### 演習林誕生（第2期）
こうして誕生した芦生演習林であるが、すでにあった東京帝国大学や北海道帝国大学といった他の帝国大学の国内演習林が国有林設定の形で演習林地を取得し、伐採した材木の販売益を100%自らの収入とできたのとは異なり、地上権を設定した借地契約であり、収益については当初40年間は地上権者が地権者に最初の5年は年5万円ずつ、残り35年間は毎年1万円ずつ支払い、その後は伐採した材木の販売益を地権者と折半する分収方式であった。これは先発の大学に早く追いつきたいが、広大な林地を買収するだけの財政的な裏付けがないことから、やむを得ず選択された手法であった。ところが、契約後間もない1922年3月に当初地権者と契約していた分配金5万円が支払われず、同年8月になって年間の伐採益の全額として村に支払われた金額が1万円だけだったことから、契約の不履行として、告訴も含めた大きな騒ぎとなってしまった。結局、大学、京都府、地元を交えた議論の中で調停が行われ、1923年4月に契約の一部を修正して、地権者側の伐採収益取得の権利を地上権者側に譲渡し、地上権者側は代償として、39年間の借地料金利の積算額である22万円を同年中に地権者側に支払うことで和解した。このような山林地上権での基準対価による契約更改は京都府下においては前例のないものであり、地上権を固定額で契約したことも含めて後々村側に不利になった側面があったことは否めない。ただ、知井村の側においてもこの22万円を基金として部落有林の一元化を実現しただけでなく、戦前には村の財政において演習林からの安定した財産収入が、昭和恐慌期において村財政を窮乏から救った効果は大きいといえる。また、契約時に木材搬出ルートの設定を、隣接する朽木村経由や佐々里峠を越えて広河原や花脊を経由するものではなく、村内を東西に横断する形で設定するよう求めたり、天然更新林での伐採や処分の権利が喪失しないように求めている。この他、演習林の開設によって地元芦生の住民をはじめ地域住民の雇用の場を創出した効果も大きいといえる。
一方でこのような騒ぎをよそに、施設の整備は進められていった。1923年に演習林事務所が建築されたのを皮切りに、林内での作業所や苗畑といった施設の設置が行われたほか、1925年には出合（現在の京都広河原美山線との分岐点）から演習林事務所に至る車道が開設され、1927年には由良川源流に沿って事務所から七瀬に至る森林軌道の軌道敷開削工事が開始、1934年には事務所 - 赤崎間にレールが敷かれた。なお、演習林事務所については1930年に現在の事務所が新築された。また、施業の面では1924年に造林事業が、1925年にはしいたけの栽培が開始され、1933年からは木炭の製造も開始されている。造林事業については、当初杉の伐採を行ったところ林相の悪化を招いたために一時伐採を中止、その後はしいたけ栽培や木炭の製造のための雑木伐採、枕木用の栗材の伐採跡に杉の造林を行った。
この時期の演習林では、学術的な研究を重視した経営方針が立てられていた。当時の京都帝大の演習林では台湾演習林において樟脳の生産が行われ、樺太演習林においては材木の伐採によって収益を上げていたが、芦生演習林においては学術研究の実地拠点にしようとする期待が大きく、学術的な成果を挙げようとする動きが強く働いたことから、「営利的施業より理想的な施業」として、営利目的より学術的な成果を重視する立場を取っていた。こうしたことから、並行して材木の伐採も続けられていたが、しいたけ栽培の原木と用材の択伐のほか、枕木用の栗材や木炭生産用の雑木の伐採が主であった。しかし、昭和恐慌から日中戦争を経て太平洋戦争へと続く時代の流れの中で、軍事費増大による大学予算の削減から大学の収入源確保を求められたことや、国策遂行のために協力を求められたことから、理想的な経営方針は変更を余儀なくされていく。1934年に開通した森林軌道の沿線を中心に、木炭用の雑木や枕木用の栗材が大量に伐採されたほか、ブナ材は飛行機のプロペラ用や梱包材として伐採された。中でも木炭の生産は年を追うことに増加し、昭和十年代における京都帝大の年間木炭需要1万4千俵を大きく上回る俵数を生産、余剰分は市中に販売されて貴重な収入源となったほか、「大学炭」として新聞にも紹介されるほどであった。太平洋戦争に突入後は、総力戦遂行のための林業資源確保のために、1943年には小野子谷方面へ森林軌道の延伸が行われ、伐採面積の拡大に対応していった。こうした伐採面積の拡大は同時に演習林の荒廃を進行させることとなったが、戦時体制の前では如何ともしがたく、このまま終戦を迎えることとなった。

### 戦後の演習林（第3期）
大学本体は終戦後の1947年に京都帝国大学から京都大学に改称され、1949年には学制改革を実施して新制大学に改組されたが、演習林の体制に大きな変化はなかった。一方で戦時中から続く演習林の荒廃は戦後も改善されることはなく、それに追い討ちをかけるように3度の台風被害に見舞われることとなった。1949年7月のヘスター台風では演習林事務所で総雨量が519mm、東部の三国岳では推定600mmを超える記録的な大雨に見舞われ、演習林事務所を除く建物の大半が破損したり流失したほか、戦時中に開通した小野子東谷への森林軌道は全線流出・埋没するという大きな被害を受けた。翌1950年9月にはジェーン台風が来襲、室戸台風並みの暴風をもたらしたことから、風倒木被害が多発した。それから間もない1953年9月には台風13号が来襲、この台風では演習林事務所で総雨量361mmとヘスター台風の時には及ばなかったものの、ヘスター、ジェーンの両台風で弱っていた山林に止めを刺す結果となり、土砂災害などの被害を受けることとなった。
演習林にとっては大きな試練となった災害であるが、その復旧工事とともに、施設や林道の建設も推進されていった。1950年には森林軌道が野田谷まで延伸されたほか、水力発電所を建設して電力の供給を開始、1952年には地元住民への給電を開始した。1961年には関西電力による電気の供給が開始されたが、このとき電気の来なかった灰野は住民が全員離村、最後まで残った山番の村も姿を消してしまった。林道の整備は内杉谷から下谷を経て長治谷に抜ける内杉林道を中心に進められ、1952年に落合橋まで開設されたのを皮切りに、1954年に幽仙橋まで延伸、その後もケヤキ坂を越えて工事は進められて1970年に長治谷作業所に到達した。この他にも落合橋で内杉林道から分岐して櫃倉谷を詰める櫃倉林道が1955年に開設され、1972年には長治谷作業所から地蔵峠を越えて朽木村生杉に抜ける峰越林道が開設されたほか、1980年代にかけて内杉林道中央部のケヤキ峠を中心に、北は杉尾峠直下に通じ、南はブナノ木峠の南に達する林道が開設された。
林道の整備は伐採面積の拡大を招くこととなった。本格的な林道の整備が始まった1952年以降から伐採面積が急激に拡大、1955年からは大面積の立木の直接売買も開始された。大規模伐採は1950年代後半と1960年代中盤に2度のピークを迎えているが、1950年代のピークは木材好況期にあたり、材木相場が高値で推移していたことが大きく、1960年代中期のピークは、1962年に当初の借地契約による分収金の効力が発生し、その支払いに充当するために大規模伐採を進めていたことが大きい。その一方で、天然更新、人工造林の双方とも演習林の開設当初から進められてはいたものの、伐採面積の拡大に追いつくものではなく、植林された杉の価値も天然木に比べると低いものであったことから、トチやケヤキなどの天然林が次々と伐採されていった。その後も造林面積の拡大は遅々として進まず、植林された材木の価値の向上もはかばかしくなかった。加えて、外材の輸入拡大に伴う国内材の価格低迷が重なったことから、伐採面積をさらに拡大して利益の確保を図るという悪循環に陥ってしまい、演習林の更なる荒廃を招く結果となった。また、1961年以降は伐採や搬出なども含めた造林をはじめ、苗圃、製材、林道工事などの分野で演習林での直接経営を拡大して研究面では大きな成果を挙げることができたが、大学側の一般経常費による補填が少なかったことから無理な経営を行わざるを得なくなった。そこに前述の木材価格の低迷が重なったことから、演習林の経営を圧迫してしまい、直営方式においても全面伐採から造林を繰り返すという悪循環から逃れられなくなってしまった。この間の1966年には折からのエネルギー革命と大学闘争の影響もあって、長らく続けられてきた製炭事業が廃止されている。
こうした大規模伐採による演習林の荒廃が進むにつれて、大学関係者だけでなく地権者の側においても危惧と不安の声が上がるようになった。また、木材価格の低迷が長期化するにつれて、大規模伐採をこのまま続けても分収金の形で地域還元することが困難になってきていた。こうしたことから地権者への使用料支払い方法も、従来の分収金方式から借地料支払いに転換することが検討され、その場合の財源としては、大学一般財源で予算化することが望まれるようになった。1974年以降から国会の場においても議論が重ねられ、1981年からは借地料方式が導入されることとなった。このような動きに前後して、1970年以降は直営方式による演習林経営の規模が縮小されたほか、1975年以降は伐採面積が大幅に減少していったことから、1970年代後半から1980年代初めにかけて、演習林の利用形態も再び研究を主体としたものに変わっていった。
高度経済成長期の産業構造の変化と、外材輸入に伴う木材価格の低迷は林業の衰退と過疎化を招いた。演習林がある美山町（旧知井村）もまた例外ではなく、林業や製炭といった主力産業が年とともに衰退していったほか、京阪神都市圏に近接していたことから青壮年層を中心に人口の流出が続き、過疎化が進展していった。一方、京阪神都市圏では経済成長と人口増に伴って電力需要が増加、関西電力では木曽川流域や黒部川第四発電所および黒部ダムといった黒部川流域での電源開発、都市臨海地域における火力発電所の整備を進めていたが、原子力発電にも着目して、若狭湾周辺で原子力発電所の建設を積極的に行っていた。それでもピーク時には電力不足が予想されたことから、夜間の余剰電力の有効活用を図ることができる揚水発電を組み合わせて電力需要の増加に対応することが計画され、1965年ごろには、名田庄村にこの揚水発電所の下部ダムの建設が、併せて上部ダムの建設が演習林内の下谷に計画され、それぞれの計画案が関西電力から関係者に対して提示された。こうした動きを受けて地権者である九ヶ字財産区から演習林の全部ないしは下谷周辺の一部返還要求が出され、ダム湖を生かした観光振興計画も立てられたが、その一方でダムの建設は大規模な自然破壊を伴うとして、反対運動も盛んに行われた。このダムの建設計画は、戦後の演習林の最大の問題として、大学関係者や地権者、行政、関西電力、住民を巻き込んで長年にわたり賛否両論の立場から議論が行われた。最終的にこの揚水発電計画は地元などの理解が得られないことから関西電力はこれを断念した。

### 演習林から研究林へ（第4期）
前述のように、演習林の利用形態は再び研究中心に回帰し、林道の建設も1980年代までに一定の完成を見た。1990年代以降は伐採はほとんど行われず、1950年代以降の大規模伐採時期に植林された杉の人工林の保育が行われているほか、天然更新補助作業や広葉樹人工林の造成が試験的に行われている。また、揚水発電所の建設計画も京阪神都市圏の電力需要の伸びが鈍化したことや人々の自然環境に対する意識が変化していったことなどから、いつしか大きく採り上げられることもなくなった。
世論の自然環境に対する意識が従来の開発主体から環境の保全や育成の方向に変化するにつれて、健康維持に森林浴が注目されるようになったほか、中高年を中心に登山が静かなブームになってきた。また、森林軌道も日本に残る数少ない森林鉄道として、鉄道ファンに紹介されるようになった。それまでも京都市内中心部からほど近い所にある「秘境」的なイメージから、演習林がテレビや新聞で紹介されることはたびたびあったが、道路の整備が不十分であったことから、訪れる人も多くはなかった。それが1960年代以降国道162号や京都広河原美山線といったアクセスルートの整備が進み、1979年には京都広河原美山線のうち最後まで未開通であった佐々里峠の区間が開通、その後は道路狭隘部の拡幅やバイパスの開通が進められることによって走行環境が改善されていった。
こうして、演習林が人々に注目されるようになり、アクセスも改善されたことから、1990年代に入ると近畿地方、それも大都市近郊に残された大規模な自然林と清流を擁する演習林を訪れる一般入林者が漸増するようになった。この頃から地元と旅行会社が共同でツアーを企画し、団体での見学も行なわれている。また地域振興などを鑑みて、1993年には美山町の自然文化村と京都府青少年芦生の家のツアーについて、特例として利用者心得の順守を条件に車での入山が許可された。このような活動を受けて、1997年には芦生研究林のガイド養成講座が開設され、同年に16名のガイドが誕生した。これは、一般への説明などの観点から研究林側にも歓迎されている。
なお、1990年代後半から2000年代初頭の「みどりの日」には、毎日新聞で「芦生の森を世界遺産に」というキャンペーン記事が掲載されたこともあった。ところが、入林者の増加は下草の踏み荒らしやごみの放置、あるいはトイレの問題や水質汚染などといったオーバーユースの問題を招くこととなった。このような問題については、1998年に美山町自然文化村などとの間で研究林利用に関する覚書が交わされ、ガイド・車などの数に制限が設けられ、徐々に対策が取られている。一方で、被害に拍車をかけるように近年の暖冬傾向によってニホンジカの個体が増加、春から夏にかけて木々の若芽や下草を食べつくすという食害がひどくなっていった。オーバーユースや食害といった問題は、かつての大規模伐採とは異なった形で研究林（演習林）の荒廃を招くことから、大学側にとっても大きな問題である。なお、2000年前後には長治谷作業所が老朽化によって解体されている。
近年の大学改革の流れを受けて、京都大学においても学外研究施設の統合が実施され、芦生をはじめ北海道、和歌山、徳山に設置されていた演習林、白浜の瀬戸臨海実験所、串本の亜熱帯植物実験所、舞鶴の水産実験所がフィールド科学教育研究センターに統合改組され、従来の学部単位の施設から全学共同利用施設となった。名称も広く親しまれていた「芦生演習林」から「芦生研究林」に変更されて現在に至っている。

## 過去と現在の課題
かつては自ら収益を上げることである程度の独立採算を図ることと大学の財政運営に寄与することが求められ、また借地の上に運営されていることが重なり、大規模伐採・森林の荒廃という悪循環を招くこととなった。昨今では利用者に対して門戸が広く開放されていることが研究林のオーバーユースを招き、結果として林内の環境悪化につながるという問題を抱えている。

### 施設・経営の問題
前述のように、国内の木材価格が高く、薪炭が熱エネルギーの中心だった時期においては、大学演習林において伐採した材木のほか木炭などの林産資源を売ることで収益を上げることは当然とされており、芦生演習林においても伐採と施業によって収益を上げることで、「大学財政に寄与する演習林の経営」という考え方があったのはある意味自然である。特に当時の京都帝国大学では国内演習林の開設が他大学に遅れた上、演習林開設に要した予算が当時の大学予算の約1/5に達しただけでなく、1923年の契約更改で地権者に支払われた22万円は、こちらも大学予算の約1/10に達する額であった。このような状況では、先発の大学国内演習林のように、地権者から土地を購入して演習林を開設することは無理な話であった。
ところが投資経費を回収するために伐採と施業を行っても、その収益は地形上・植生上から市場価値の高い材木が少なく、搬出も道路が未整備であることから、コストの高い筏流しに頼らざるを得ず、予想より低いものであった。もっとも、立地条件等を勘案して、大学当局も不利を承知で演習林を開設したものであるが、「帝国大学の演習林」という看板が地元に過度の期待を抱かせることとなり、結果として演習林開設当初の契約不履行問題となってはね返ってしまった。それでも、戦中戦後の混乱期を経ながらも伐採と施業によって一定の収益を上げることができ、大学の財産形成に寄与したほか、一定ながらも地域還元が行われた。
その後、分収金の効力が発生すると、今度はその支払いに追われることとなった。前述のように天然更新や人工造林された材木の価値が低いとなると、つまるところ天然林の伐採に収益の主力を置くこととなる。そこに木材価格の低迷が重なって、地権者への分収金支払いのためにさらに天然林の大規模伐採を行うという悪循環に陥ってしまい、結果として収益を上げるどころか演習林の荒廃という事態を招くこととなった。また、借地であることから揚水ダム建設計画時に地元から演習林の返還要求が出されると、施設の存続が危ぶまれるような事態にまで発展することもあった。
大学側も地元側も、演習林の発足時に「高収益の演習林事業」という夢を描いてしまい、そこからなかなか脱却できなかったことが演習林の経営に影をさす要因となったことは否めない。

### オーバーユースと食害の問題
最近の当研究林では、入林者の増加によるオーバーユースが大きな課題となっている。もともと大勢での利用を想定していないところに、最近の登山ブームで入林者が増加、中には数十人単位で訪れる登山ツアーの形態も見られるようになった。特に研究林東部の高島市（旧朽木村）側から地蔵峠を経て長治谷に向かうコースは、前述の通りアプローチが短く、容易に上谷から杉尾峠方面への核心部を訪ねることができることから、こちら側からの入林者が増加してしまい、結果、上谷の歩道は多数の歩行者によって周囲まで掘りえぐれてしまい、植物の生育に悪影響を与えている。この他、入林者の出すごみや排泄物も研究林の環境に悪影響を及ぼしている。このような問題は尾瀬や屋久島といった自然景観を求めて訪れる地域にはよく見られる現象であり、大学側においても大人数での入林をしないことや決められた歩道以外への入林禁止、ペット同伴での入林禁止といった啓発活動に努め、アンケートを通じて入林者に研究林の現状を知らせたほか、2006年からは高島市側からの入林を原則禁止するなどの措置を採った。ただ、歴史的な経過から高島市側からの入林を完全にシャットアウトすることは困難であり、2007年には三国峠からのコースに限って入林できるようになっている。2012年より研究林利用に際してのルールが変更となった。滋賀県側からの入林では、個人・団体を問わず許可を得た者以外は一切入林できない。入林希望者は、入林希望日の2週間前までに所定の手続きにより芦生研究林事務所へ申請を行い許可を得る必要がある。または針畑活性化組合が行うガイドツアーによっても入林が可能となっている。
当たり前の話であるが、入林者の側においても当研究林は大学の施設であり、一般的な観光地でないことを理解した上で、ルールを守って入林することが求められている。
また、ニホンジカが、近年の暖冬傾向で冬場に抵抗力のない子供や老年の個体が死亡する数が減っていることや天敵がいない自然環境に加え、研究林が禁猟区域であることから個体数が増加傾向にある。この結果、下草を食い尽くされるだけでなく、若木の樹皮も食べるなど、食害が年々拡大している。放置しておくと植生に悪影響を与えるが、有効な手立てがないだけに解決の難しい問題である。大学側では林内各所に防鹿柵を設置しているほか、2023年4月には林内全域でニホンジカの銃猟を行うなど、ニホンジカ対策を強化している。